# سیارک ۸۱۸۸
سیارک ۸۱۸۸ (به انگلیسی: 8188 Okegaya، نامگذاری:1992YE3) هشت هزار و صد و هشتاد و هشتمین سیارک کشف شده‌است که در ۱۸ دسامبر ۱۹۹۲ کشف شد.
قدر مطلق سیارک برابر ۴۸.۹ است.